# Korkes Zsuzsanna Katalin

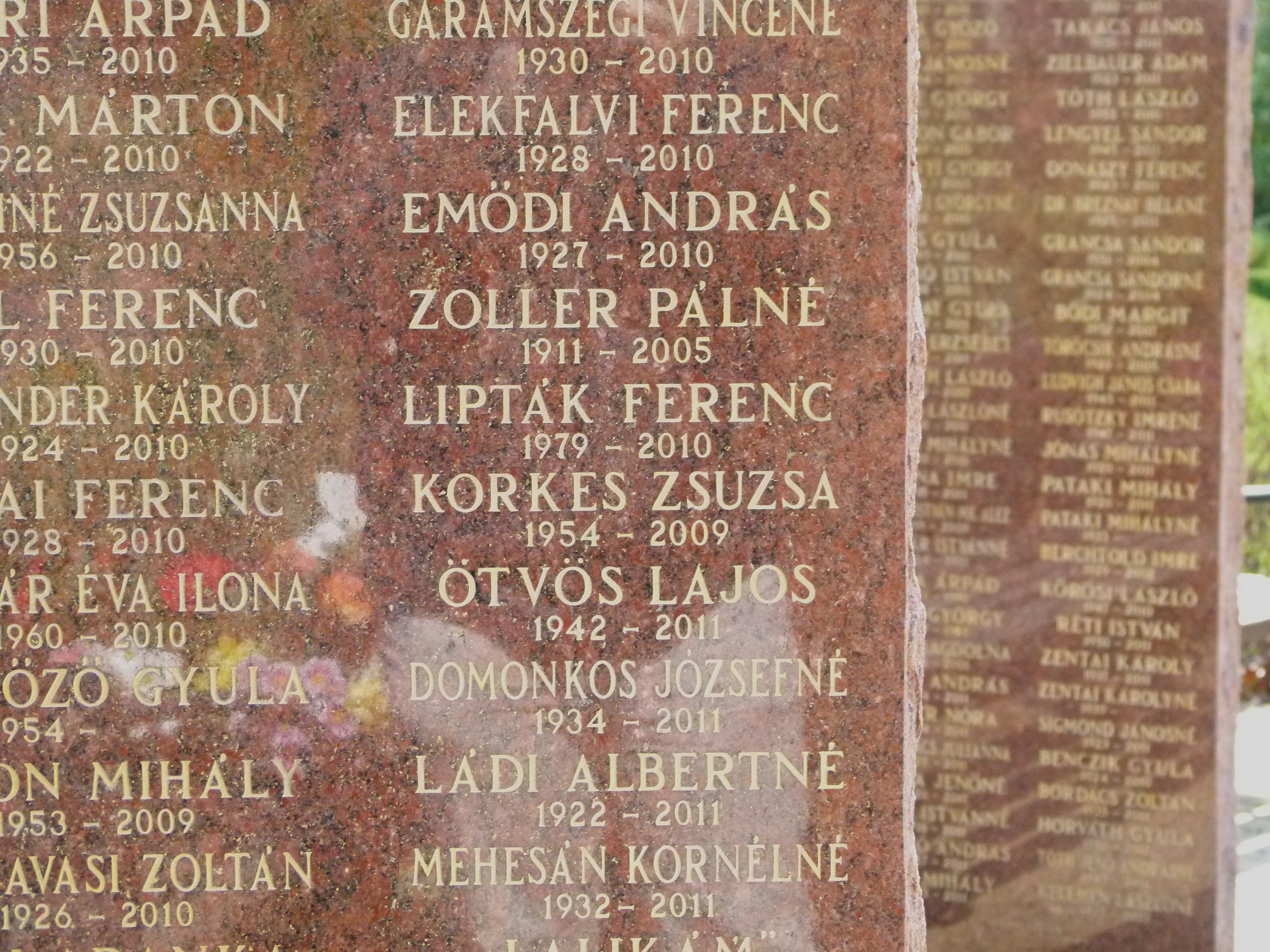
Sírja a Nemzeti Sírkert szóróparcellájában

Korkes Zsuzsanna Katalin (Szeged, 1954. április 8. – Budapest, 2009. május 28.) magyar muzeológus, néprajzkutató és kultúrantropológus. Publikációi és kiállításai mellett komoly érdemeket a mai kor kutatásával, a MADOK és a 24. óra programokban kifejtett tevékenységével szerzett. Fő kutatási területei a Kiskunság, majd a Galga-mente népszokásai, hiedelemvilága és népi gyógyászata, illetve a modern kor kulturális antropológiája voltak.

## Élete
Orvos szülők gyermekeként született. Két évvel fiatalabb húga, Ildikó, szintén az orvosi hivatást választotta. Tanulmányait a szegedi Juhász Gyula Gyakorló Általános Iskolában, majd a Tömörkény István Gimnáziumban végezte, ahol 1972-ben érettségizett. Érettségi után a József Attila Tudományegyetem (ma Szegedi Egyetem) Bölcsészettudományi Karán történelem-régészet szakon folytatta tanulmányait, ahol 1977-ben szerzett diplomát. Diplomamunkáját Fodor István vezetése alatt írta Az égitestek ábrázolása a magyar régiségben, népművészetben és hitvilági gyökereiben címmel.
1977-ben feleségül ment Forgács Péterhez, fiuk, Máté 1988-ban született. A diploma megszerzése után, hátat fordítva a régészetnek, előbb néprajzosként, majd helytörténészként helyezkedett el a kiskunfélegyházi Kiskun Múzeumban. A következő évben részt vett a Kiskunság népművészete című konferencia és tárlat megszervezésében, ennek keretében jelent meg első jelentősebb publikációja is. A rendezvénysorozat során a kiskunsági molnárfaragásokkal foglalkozott és ezen munkájával újra ráirányította a figyelmet a „kiskun madonnák” néven ismert komoly kulturális értékkel bíró faragásokra.
1980 és 1983 között a váci Vak Bottyán Múzeum (ma Tragor Ignác Múzeum) munkatársa volt. Annak ellenére, hogy az ország más vidékére került, tovább folytatta néprajzi gyűjtőútjait az Alföldön, illetve Baranya megyében. 1983-tól tizenhárom éven át az aszódi Petőfi Múzeumban dolgozott. Ettől kezdve fő kutatási területe a Galga-mente népszokásai – különös tekintettel a jeles napi és lakodalmi szokásokra –, hiedelemvilága és népi gyógyászata lett. Ennek a munkának az eredménye számos kiállítás és publikáció lett. Ezek közül kiemelkedik a Viselet és történelem, viselet és jel című tárlat, konferencia és kiadvány. A muzeológiában igyekezett meghonosítani azt a gyakorlatot, hogy egy-egy kiállításhoz kapcsolódjon tudományos konferencia is, illetve jelenjen meg tanulmánykötet, ismertető, hogy az eredmények a későbbi nemzedékek számára is hozzáférhetőek legyenek. Ez idő tájt számos alkalommal tartott külföldön (elsősorban német nyelvterületen) előadásokat, kiállításokat, hogy megismertesse a magyar kultúrát ottani kollégáival.
1996-ban Szentendrére került, ahol a Pest Megyei Múzeumok Igazgatóságának hat éven át igazgatóhelyettese és két ízben is megbízott igazgatója lett. 1999 és 2002 között a Debreceni Egyetemen doktori tanulmányokat folytatott. Disszertációját Interetnikus kapcsolatok a Galga-mente szokás- és hiedelemvilágában címmel írta. A doktori fokozatot végül, egyéb elfoglaltságai miatt, nem szerezte meg. 2002-től haláláig a Budapesten található Magyar Mezőgazdasági Múzeumban dolgozott, ahol 2003 és 2007 között az Agrártörténeti Főosztály vezetője volt. Itteni évei alatt figyelme a modern kor kutatására irányult. Tevékenyen részt vett a MADOK és a 24. óra című projektek szervezésében, melyek a 20. század még fellelhető, illetve a 21. század tárgyi és egyéb kulturális értékeinek gyűjtését, dokumentálását célozták meg. 2004-ben rendezte meg először a később több helyen újra megrendezésre kerülő, a dohányzás kultúrtörténetével foglalkozó tárlatát, mely a Karády Katalin által ismertté tett slágert idézve a Hamvadó cigarettavég címet viselte. 2006-ban a múzeumban megrendezett Lippay János emlékkonferencián A „Posoni kert” növényeinek szerepe a gyógyításban címmel tartott emlékezetes előadást, ez egyike azon kevés előadásának, melyek nyomtatásban nem láttak napvilágot. 2009. május 28-án hunyt el Budapesten, június 24-én a Fiumei úti sírkert szóróparcellájában helyezték örök nyugalomra.

## Jelentősebb kiállításai
- A Nagykunság népművészete
  - Györffy István Nagykun Múzeum, Karcag, 1978
  - Kiskun Múzeum, Kiskunfélegyháza, 1978
- Kiskunság népművészete (Kiskunsági molnárfafaragások)
  - Kiskun Múzeum, Kiskunfélegyháza, 1978
- Suba és Ködmön a Duna-Tisza Közén
  - Kiskun Múzeum, Kiskunfélegyháza, 1979
- Váci céhek – váci iparosok
  - Vak Bottyán Múzeum, Vác, 1981
  - Kossuth Lajos Múzeum, Cegléd, 1982
- Népi gyógymódok
  - Vak Bottyán Múzeum, Vác
- Galga-mente népművészete
  - Kisgaléria, Szentes, 1984
  - Tessedik Sámuel Múzeum, Szarvas, 1986
  - Jász Múzeum, Jászberény, 1987
  - Freilichtmuseum, Gerersdorf, Ausztria, 1992
  - Römermuseum, Obernburg, Németország, 1992
- Viselet és történelem, viselet és jel (Ünnepek és hétköznapok a Galga-mentén)
  - Petőfi Múzeum, Aszód, 1996
  - Csornai Múzeum, Csorna 1997
- Galga-mente régen és ma: képek és tárgyak
  - Petőfi Múzeum, Aszód, 1997
- „Ásó, kapa, nagyharang” – Menyasszonyi viseletek és csokrok
  - Magyar Mezőgazdasági Múzeum, Budapest, 2003
- Karácsonyi képeslapok és karácsonyfadíszek
  - Magyar Mezőgazdasági Múzeum, Budapest, 2004
- „Hamvadó cigarettavég” – A dohányzás kultúrtörténete
  - Kazinczy Ferenc Múzeum, Sátoraljaújhely, 2004
  - Jósa András Múzeum, Nyíregyháza, 2004
  - Magyar Mezőgazdasági Múzeum, Budapest, 2005
  - Első Magyar Látványtár, Tapolca-Diszel, 2007

## Publikációi
- Kiskunsági molnárfaragások. In  A Kiskunság népművészete. Korkes Zsuzsanna, Péter László (szerk.). Kiskunfélegyháza: Somogyi Károly Megyei Könyvtár. 1978.  ISBN 9637581243
- Polner Zoltán: A Teknyőkaparó. Korkes Zsuzsanna, Péter László (szerk.). Kiskunfélegyháza, Szeged: Somogyi Károly Megyei Könyvtár, Kiskun Múzeum. 1980.  = Csongrád megyei könyvtári füzetek,  13. ISBN 9789637581243
- A Kiskunság egészségügyi viszonyai a XVIII-XIX. században. In  Bács-Kiskun megye múltjából IV: Egészségügy. Iványosi-Szabó Tibor (szerk.). Kecskemét: Bács-Kiskun Megyei Levéltár. 1982.   437–467. o. ISBN 9630137313
- Adatok a tiszazugi kovácsmesterséghez. In  Kunszentmárton és a Tiszazug kisipara. T. Bereczki Ibolya, Szabó László (szerk.). Szolnok: Damjanich János Múzeum. 1982.   489–505. o.
- Lakodalmi szokások a Kiskunságban. In  Lakodalom. Novák László Ferenc, Ujváry Zoltán (szerk.). Debrecen: Kossuth Lajos Tudományegyetem Néprajzi Tanszék. 1983.  = Folklór és Etnográfia,  9. ISSN 0139-2468
- Népi gyógyítás a Tápió mentén. In  Tápió mente néprajza. Ikvai Nándor (szerk.). Szentendre: Pest Megyei Múzeumok Igazgatósága. 1985.   857–874. o. = Studia Comitatensia,  16. ISSN 0133-3046
- Lapu Istvánné, Korkes Zsuzsa: Viseletek és szokások Zsámbokon. Asztalos István, Korkes Zsuzsa (szerk.). Aszód: Petőfi Múzeum. 1986.  = Múzeumi Füzetek,  33. ISBN 963017538X ISSN 0580-3705
- Lakodalmi szokások. In  Bag: Néprajzi tanulmányok I. Asztalos István, Korkes Zsuzsa (szerk.). Aszód: Petőfi Múzeum. 1988.   239–264. o. = Múzeumi Füzetek,  35. ISBN 9637148000 ISSN 0580-3705
- Bag: Néprajzi tanulmányok II. Asztalos István, Korkes Zsuzsa (szerk.). Aszód: Petőfi Múzeum. 1988.  = Múzeumi Füzetek,  36. ISBN 9637148000 ISSN 0580-3705
- Népszokások és viseletek Kartalon. Kartal: Kartali Érdekvédelmi Kör. 1992.  = Kartali mozaikok,  1.
- Lakodalmi szokások. In  Csólyospálos: Tanulmányok Csólyospálos történetéről és népéletéről. Fodor Ferenc (szerk.). Csólyospálos: Csólyospálos Község Önkormányzata. 1995.   221–246. o. ISBN 9630339099
- A gyermek és a közösség. In  Gyermekvilág a régi magyar falun. T. Bereczky Ibolya (szerk.). Szolnok: Damjanich János Múzeum. 1995.   269–274. o. ISBN 9637225722
- Szín és forma változása a Galga menti asszonyok viseletében. In  Viselet és történelem, viselet és jel. Korkes Zsuzsa (szerk.). Aszód: Petőfi Múzeum. 1996.   147–159. o. = Múzeumi Füzetek,  45. ISBN 9637148205 ISSN 0580-3705
- A rozmaring szerepe a Galga menti népszokásokban. In  Kutatások Pest megyében: Tudományos konferencia I. Soós Sándor (főszerk.), Korkes Zsuzsa (szerk.). Szentendre: Pest Megyei Múzeumok Igazgatósága. 1997.   89–98. o. = Pest Megyei Múzeumi Füzetek,  4. ISBN 9637215646 ISSN 0324-7503
- Jelesnapi szokások Galgahévízen. In  Egy múzeum szolgálatában: Tanulmányok Asztalos István tiszteletére. Asztalos Tamás (szerk.). Aszód: Petőfi Múzeum. 1998.   261–284. o. = Múzeumi Füzetek,  48. ISBN 9630347172 ISSN 0580-3705
- A kiskunsági fafaragások motívumkincse. In  A Móra Ferenc Múzeum Évkönyve. Szeged: Móra Ferenc Múzeum. 1998.   119–136. o. = Studia Ethnographicae,  2. ISSN 1219-7092
- Non-verbális kommunikáció a párválasztás és a lakodalom szokásrendszerében. In  Kutatások Pest megyében: Tudományos konferencia II. 1998. Soós Sándor (főszerk.), Korkes Zsuzsa (szerk.). Szentendre: Pest Megyei Múzeumok Igazgatósága. 1999.   147–153. o. = Pest Megyei Múzeumi Füzetek,  5. ISBN 9637215751 ISSN 0324-7503
- Adatok Galgahévíz hiedelemvilágához. In  Ünnepi kötet Szabó László tiszteletére. Ujváry Zoltán (szerk.). Debrecen: Ethnica. 1999.   411–420. o. ISBN 9634723349
- Fejezetek Tura néprajzából. Korkes Zsuzsa (szerk.). Aszód: Pest Megyei Múzeumok Igazgatósága. 2001.  = Galga Menti Műhely,  8.
- Luca napi szokások a Galga-mentén. In  Kutatások Pest megyében: Tudományos konferencia III. 2000. Korkes Zsuzsa (szerk.). Szentendre: Pest Megyei Múzeumok Igazgatósága. 2001.   195–200. o. = Pest Megyei Múzeumi Füzetek,  6. ISSN 0324-7503
- Boszorkányok, táltosok, tudósok az Alsó-Galga-mentén. In  Mir-Susmé-Xum I: Tanulmánykötet Hoppál Mihály tiszteletére. Csonka-Takács Eszter, Czövek Judit, Takács András (szerk.). Budapest: Akadémiai Kiadó. 2002.   57–77. o. ISBN 9630579782
- A hiedelemvilág állatai. In  Az Alföld gazdálkodása: Állattenyésztés. Novák László Ferenc (szerk.). Nagykőrös: Arany János, Múzeum. 2004.   447–464. o. = ACTA,  10. ISSN 0209-7184
- Ráolvasások a Kiskunság déli részén. In  „Szent ez a föld…”: Néprajzi írások az Alföldről. Barna Gábor, Mód László, Simon András (szerk.). Szeged: Szegedi Tudományegyetem Néprajzi és Kulturális Antropológiai Tanszék. 2005.   167–175. o. = Táj és népi kultúra,  5. ISBN 9634827276 ISSN 0866-4862
- Adatok a Kiskunság népi állatgyógyászatához. In  Határjáró: Tanulmányok Juhász Antal köszöntésére. Szeged: Móra Ferenc Múzeum. 2005.   285–292. o. ISBN 9637217762
- Ajándékozási szokások a Galga menti lakodalomban. In  Az Alföld vonzásában: Tanulmányok a 60 esztendős Novák László Ferenc tiszteletére. Ujváry Zoltán (szerk.). Nagykőrös: Arany János Múzeum. 2007.   421–428. o. = ACTA,  12. ISBN 9789637134364 ISSN 0209-7184
- „Súskálás”: Fülbesúgással történő gyógyítás a Galga mentén. In  Tisicum: A Jász-Nagykun-Szolnok Megyei Múzeumok évkönyve. H. Bathó Edit, Gecse Annabella, Horváth László, Kaposvári Gyöngyi (szerk.). Szolnok: Jász-Nagykun-Szolnok Megyei Múzeumok Igazgatósága. 2007.   111–114. o. = Tisicum,  16. ISSN 1217-4165

### Könyvismertetők, köszöntők
- Viga Gyula: Utak és találkozások. Ethnica, II. évfolyam 1. szám, 2000
- Szalontay Judit: Csornai menyecskekendők. Magyar Múzeumok, 2000/2. szám, 2000
- Ikvainé Sándor Ildikó évfordulója . Ethnica, III. évfolyam 1. szám, 2001
- Sári Zsolt: Egy ünnep mindennapjai. Ethnica, III. évfolyam 4. szám, 2001

## Érdekesség
A Nemzeti Sírkert szóróparcellájában felállított emléktáblák közül neve egyazon táblán szerepel Ranschburg Jenő pszichológuséval.